# Purda (gemeente)

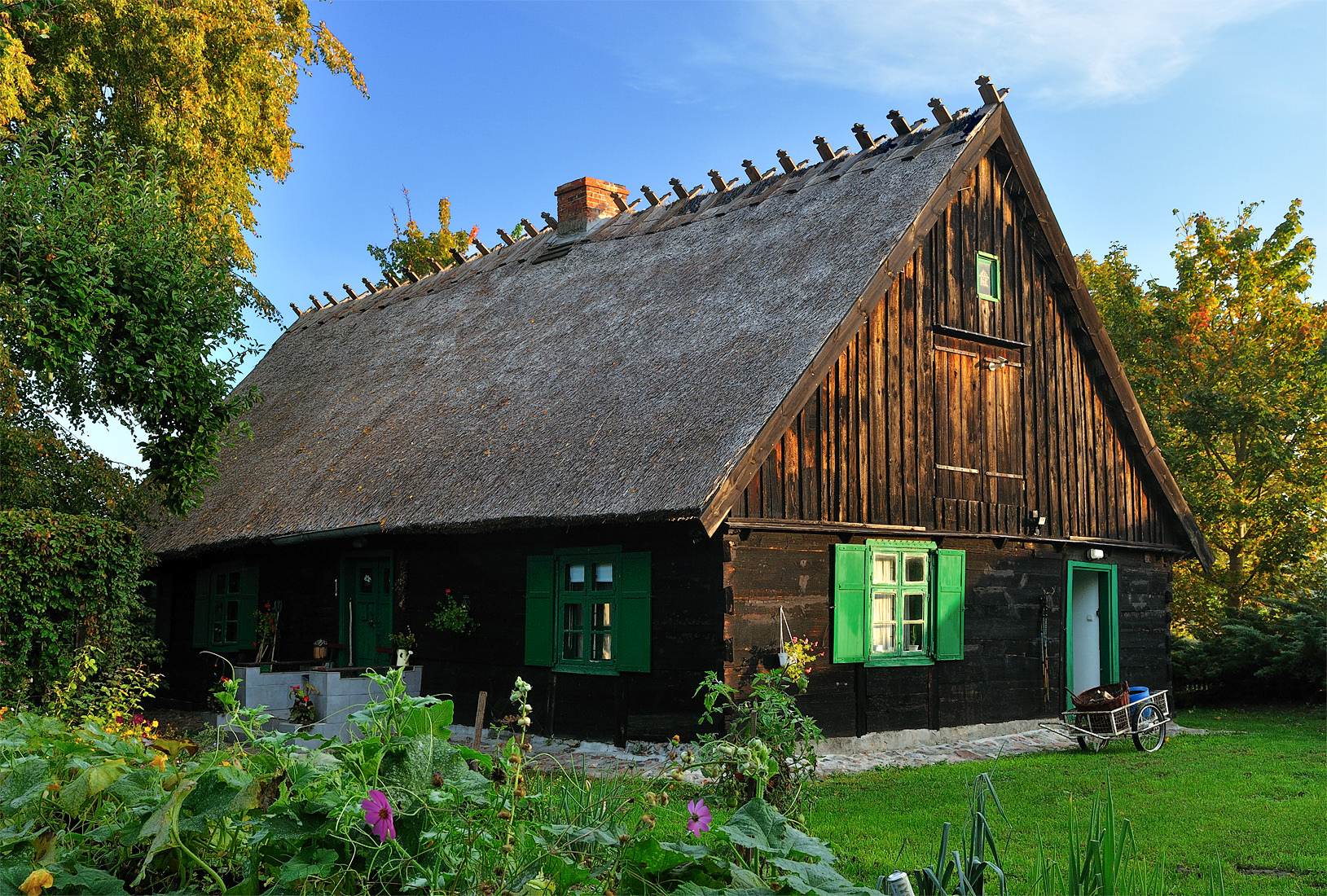
Monumentale houten hut in Kaborno

De gemeente Purda is een landgemeente in het Poolse woiwodschap Ermland-Mazurië, in powiat Olsztyński.
De zetel van de gemeente is in Purda.
Op 30 juni 2004 telde de gemeente 7150 inwoners.

## Oppervlakte gegevens
In 2002 bedroeg de totale oppervlakte van gemeente Purda 318,19 km², waarvan:
- agrarisch gebied: 32%
- bossen: 50%

De gemeente beslaat 11,2% van de totale oppervlakte van de powiat.

## Demografie
Stand op 30 juni 2004:
| Omschrijving                   | Totaal | Totaal | Vrouwen | Vrouwen | Mannen | Mannen |
| ------------------------------ | ------ | ------ | ------- | ------- | ------ | ------ |
| eenheid                        | aantal | %      | aantal  | %       | aantal | %      |
| inwoners                       | 7150   | 100    | 3543    | 49,6    | 3607   | 50,4   |
| bevolkingsdichtheid (inw./km²) | 22,5   | 22,5   | 11,1    | 11,1    | 11,3   | 11,3   |

In 2002 bedroeg het gemiddelde inkomen per inwoner 1399,89 zł.

## Plaatsen
Bałdy, Bałdzki Piec, Butryny, Chaberkowo, Giławy, Kaborno, Klebark Mały, Klebark Wielki, Klewki, Kopanki, Łajs, Marcinkowo, Nowa Kaletka, Nowa Wieś, Pajtuny, Patryki, Prejłowo, Przykop, Purda, Purdka, Stara Kaletka, Szczęsne, Trękus, Zgniłocha.

## Aangrenzende gemeenten
Barczewo, Dźwierzuty, Jedwabno, Olsztyn, Olsztynek, Pasym, Stawiguda